# Tikei
Tikei, anderer Name Manu ist eine kleine, heute unbewohnte Insel im Südostpazifik, die geografisch zum Tuamotu-Archipel, genauer zu Untergruppe der König-Georg-Inseln, und politisch zu Französisch-Polynesien gehört. Tikei liegt 605 km östlich von Tahiti, die nächstgelegenen, bewohnten Inseln sind Takapoto und Takaroa, rund 75 km im Nordwesten.

## Geografie
Die Insel Tikei liegt im Nordosten des ausgedehnten Tuamotu-Archipels. Sie ist ein 3,7 km langes, 1,5 km breites und maximal 10 bis 12 m hohes Gehobenes Atoll mit einer Fläche von ca. 4,0 km², das fast ausschließlich aus Kalkstein besteht. Die ehemalige Lagune ist mittlerweile weitgehend verlandet und zugewachsen, es sind nur zwei kleine Teiche verblieben. Zwei Hoa-Tidenkanäle sind noch zu erkennen, die jedoch als Folge der tektonischen Hebung an der Lagunenseite verschlossen und trocken gefallen sind.

### Flora und Fauna
Adelbert von Chamisso, der als Naturforscher der Kotzebue-Expedition angehörte, beschreibt eine „Flora von der äußersten Dürftigkeit“. Bei einer Begehung der Insel zählte er 19 Arten und „glaubte nicht, daß viele unserer Aufmerksamkeit entgangen sind“.
Darunter waren:
- Kokospalmen
- Tournefortia argentea (syn. Heliotropium arboreum)
- Guettarda speciosa
- Pandanus tectorius
- Scaevola koenigii (syn. Scaevola Taccada)
- eine Euphorbia-Art
- eine Boerhavia-Art
- zwei Pflanzen aus der Familie der Rubiaceae
- sowie je eine Pflanze der Art Heliotropium prostratum und Portulaca oleracea.

„Gesträuche mit ganzrändigen, einfachen, meist fleischigen Blättern und farblosen Blüthen, bilden ein leicht durchdringliches Gebüsch, über welches der Cocosbaum sich erhebt, worin der Pandanus sich allein durch seine auffallende Form auszeichnet und nur die Cassyta mit blätterlosen röthlichen Fäden rankt. Der Grund scheint überall durch das lose Pflanzenkleid hindurch.“

 Chamisso sammelte und konservierte fünf Pflanzenproben von Tikei, die heute im Herbarium des Botanischen Museums Berlin aufbewahrt werden.
Die ursprüngliche Flora Tikeis scheint weitgehend dem Vegetationsmuster der übrigen Atolle des Tuamotu-Archipels entsprochen zu haben, die von der Nährstoffarmut des Bodens (ausgenommen Kalzium) und einer geringen Biodiversität, beruhend auf der großen Entfernung zu den Kontinenten, geprägt ist. Sie bestand im Wesentlichen aus einem niedrig wachsenden, offenen Wald mit Schraubenbäumen, Pisonia grandis, Heliotropium arboreum und Guettarda speciosa, durchsetzt mit Kokospalmen. Heute gibt es auf Tikei eine Vielzahl von Kokospalmen, die insbesondere im nördlichen und nordöstlichen Bereich der Insel landschaftsprägend sind.
Über die Fauna der Insel sind bisher keine umfassenden Veröffentlichungen bekannt geworden. Adelbert von Chamisso berichtet, Vögel der Gattung Numenius und Scolopax seien auf der Insel häufig und ohne Scheu vor dem Menschen. Wie er beobachtete, waren die häufigsten Seevögel Noddi-Seeschwalben (Sterna stolida, syn.: Anous stolidus). Landtiere waren sehr selten, Chamisso sah nur eine Eidechse und einen Schmetterling nicht bestimmbarer Art.

## Geschichte

### Frühgeschichte
Über die Frühgeschichte von Tikei ist wenig bekannt, archäologische Erkundungen haben bisher nicht stattgefunden. Die Expedition des Bernice P. Bishop Museums der Jahre 1929 bis 1931 zur archäologischen Erkundung der Tuamotu-Inseln, unter der Leitung des Anthropologen Kenneth Pike Emory (1897–1992), führte zwar zu den Nachbarinseln Takapoto und Takaroa, ließ Tikei jedoch aus.
Die Internet-Enzyklopädie Tahiti Heritage gibt an, dass sich auf Tikei die Überreste zweier Marae befänden, ohne jedoch eine Quelle zu nennen. Offenbar war die Insel ursprünglich bewohnt – zumindest zeitweise – wie sich aus den Berichten der europäischen Forschungsreisen schließen lässt, die deutliche Anzeichen für eine Besiedlung feststellten, ohne dass es jedoch zu einem näheren Kontakt mit Ureinwohnern kam.

### Entdeckungsgeschichte
Als erster Europäer, der Tikei sah (aber nicht betrat), gilt der niederländische Seefahrer und Forschungsreisende Jakob Roggeveen. Seine Schiffe Arend (Kapitän Jan Koster), Thienhoven (Kapitän Cornelis Bouman) und Africaansche Galey (Kapitän Roelof Rosendaal) erreichten am 18. Mai 1722 um 10.00 Uhr vormittags eine flache und niedrige Insel, von der Roggeveen annahm, es sei „Honden Eylandt“ (Puka-Puka), das Willem Cornelisz Schouten und Jacob Le Maire bereits über einhundert Jahre zuvor besucht hatten. Die Insel beschreibt er als „dicht mit Bäumen bestanden, die einen äußerst angenehmen Anblick bieten, innen mit Salzwasser bedeckt“. Die Schiffe setzten dann ihren Kurs ohne einen Landungsversuch nach Westen zur Insel Takapoto fort, wo die Africaansche Galey havarierte.
Der Mecklenburger Carl Friedrich Behrens, Mannschaftsmitglied auf Roggeveens Schiff Thienhoven (wie er behauptet als Kommandant der Seesoldaten) schildert diese Entdeckung etwas anders:

„. . . bis wir die Höhe von 15 ½ Grad-Süder Breite, eine Insul entdeckten, welche sehr niedrig und mit einem gelben Sand-Strand belegt war, alleine, weilen von inwendig ein Wasser zu sehen war, so urtheilten sie, es müsse das von Schautten [Cornelisz Schouten] entdeckte Hunden-Eyland seyn, welches selbe Beschaffenheit sollte haben; derohalben sie nicht ans Lande giengen, allein ich glaube nicht, daß es eine Insul gewesen, die Schautten jemalen gesehen hat, nach seiner Beschreibung, als auch der Latitud & Longitud nach, habe ihr also derohalben den Namen Carls-Hof gegeben; Sie lieget auf 1 Grad 45 minu. Latitud 280 Longitud, sie hatte ungefehr 3. Meilen in ihrem Umreiß. Wir giengen hiervon weg, ohne es zu examinieren, was da möchte vorfallen, auch war die Insul sehr niederig und fast kein Ankergrund als steinhart unter dem Lande.“

 Mehrere Autoren vertreten die Meinung, Roggeveens Entdeckung sei die Insel Tikei gewesen, das von ihm so getaufte „Bedrieglijk Eiland“ (trügerische Insel), doch entspricht seine Beschreibung mit einer innen liegenden Lagune nicht dem Erscheinungsbild von Tikei. Da die Positionsangaben der damaligen Zeit höchst ungenau waren, insbesondere bei der Bestimmung der geografischen Länge (siehe → Längenproblem), ist es durchaus möglich, dass Roggeveen nicht Tikei, sondern eine andere Insel der Tuamotus angesteuert hat.
Der erste Europäer, der die Insel Tikei betrat, war der baltische Marineoffizier und Entdecker Otto von Kotzebue. Die zweite russische Weltumseglung und Expedition zur Erforschung des Pazifiks (nach Adam Johann von Krusensterns Erdumrundung) wurde initiiert und größtenteils auch privat finanziert vom russischen Reichskanzler Graf Nikolai Petrowitsch Romanzow. Der Expedition gehörten mehrere Wissenschaftler an, darunter der Arzt und Naturforscher Johann Friedrich Eschscholtz und der deutsche Dichter und „Titulargelehrte“ Adelbert von Chamisso sowie der Zeichner Louis (Ludwig) Choris. Die Rurik, eine Brigg von 180 Tonnen, wurde in St. Petersburg ausgerüstet und bemannt. Am 30. Juli 1815 segelte das Schiff von Kronstadt ab, umfuhr Kap Hoorn und die Besatzung sah schließlich am 20. April 1816 „in geringer Entfernung eine kleine, drei Meilen lange Insel vor [sich], die sich von der Zweifelhaften [Insel] [gemeint ist Puka-Puka] unterschied, indem dort kein See sichtbar ward, dafür aber eine Menge Cocosbäume stolz über die übrigen emporragten.“ Zwei Matrosen schwammen auf die Insel und brachten frische Kokosnüsse zurück. Da Kotzebue die Landung mit den Booten der Rurik zu gefährlich erschien, baute die Mannschaft einen „Prahm“ (wohl eher ein Floß) auf dem sich Kotzebue und seine bewaffneten Begleiter mit Seilen ans Ufer ziehen ließen. Sie erkundeten vier Stunden lang das Inselinnere und entdeckten auf einer von Palmen beschatteten Lichtung ein kleines Auslegerkanu. An anderer Stelle fanden sie mehrere unbewohnte Hütten, konnten jedoch keine Bewohner antreffen. Kotzebue vermutete, „daß die benachbarten Insulaner nur zu einer gewissen Jahreszeit, der Fischerei wegen herkommen.“ Er gab der Insel den Namen „Romanzoff“, zu Ehren des Initiators der Expedition.
Ludwig Choris fertigte von dem spektakulären Landemanöver eine Zeichnung an, die er in seinem Reisebericht veröffentlichte.
Der Schriftsteller Robert Louis Stevenson unternahm mit seiner Frau Fanny und seinem Stiefsohn Lloyd Osbourne ab September 1888 eine mehrmonatige, ausgedehnte Südseereise auf dem Schoner Casco. Stevenson besuchte dabei mehrere abgelegene Inseln des Tuamotu-Archipels, darunter auch Tikei. Er betrat die Insel jedoch nicht.
Er scheint die Insel nicht sehr geschätzt zu haben, denn er schreibt:

„The sight of Tikei, thrown direct against the splendour of the morning, robbed of all its colour, and deformed with disproportioned trees like bristles on a broom, had scarce prepared us to be much in love with atolls. Later the same day we saw under more fit conditions the island of Taiaro.
Der Anblick von Tikei, direkt gegen die Herrlichkeit des Morgens projiziert, seiner ganzen Farbe beraubt und verunstaltet mit unproportionierten Bäumen wie die Borsten auf einem Besen, hatte uns kaum darauf vorbereitet, uns sehr in Atolle zu verlieben. Später am selben Tag sahen wir unter besseren Bedingungen die Insel Taiaro.“

 Die Whitney South Sea Expedition des American Museum of Natural History unter Führung des Ornithologen Rollo Beck, deren vorrangiges Ziel das Sammeln von Vogelpräparaten auf verschiedenen pazifischen Inseln war, besuchte Tikei am 13. Dezember 1922.

## Verwaltung
Politisch gehört die Insel heute zum französischen Überseeland (Pays d'outre-mer – POM) Französisch-Polynesien. Sie wird von einer Unterabteilung (Subdivision administrative des Îles Tuamotu-Gambier) des Hochkommissariats von Französisch-Polynesien (Haut-commissariat de la République en Polynésie française) mit Sitz in Papeete verwaltet. Zusammen mit den Inseln Takapoto und Takaroa bildet das heute unbewohnte Tikei die politische Gemeinde Takaroa-Takapoto (Commune de Takaroa-Takapoto) und gehört dabei zur commune associée Takaroa.